# Полевой, Борис Николаевич
Бори́с Никола́евич Полево́й (настоящая фамилия — Кампов; 4 (17) марта 1908, Москва — 12 июля 1981, там же) — русский советский прозаик и киносценарист, журналист, военный корреспондент. Герой Социалистического Труда (1974). Лауреат двух Сталинских премий II степени (1947, 1949) и Золотой Медали Мира (1959, 1968). Кавалер трёх орденов Ленина (1962, 1967, 1974).

## Биография
Борис Николаевич Кампов родился 4 (17) марта 1908 год в Москве, в семье юриста. В 1913 году семья переехала в Тверь. С 1917 по 1924 год учился в школе № 24 (ныне Тверская гимназия № 6).
Окончил техническое училище в Твери и работал технологом на текстильной фабрике «Пролетарка». Карьеру журналиста начал в 1926 году. Свои первые статьи и очерки Б. Н. Кампов подписывает «Борис Полевой» (фамилия с лат. campus переводится как «поле»). Иногда подписывался сразу как «Б. Кампов» и «Б. Полевой».
Борис Полевой работал в газетах: «Тверская деревня», «Пролетарская правда» («Тверская правда»), «Смена» («Сталинская молодёжь»).
В 1926 году на страницах газеты «Тверская правда» публикуются первоначальные наброски романа «Биография Пролетарки».
В 1927 году в Твери была издана первая книга очерков Б. Н. Полевого «Мемуары вшивого человека» — о жизни людей «дна». Книга была отмечена Максимом Горьким, она же оказалась единственной, подписанной настоящей фамилией автора.

### Журналистская и литературная карьера
В 1922 году, будучи учеником 6-го класса, в 13 лет опубликовал в газете «Тверская правда» первую корреспонденцию. С 1924 года его заметки и корреспонденции о жизни города регулярно появляются на страницах местных газет. С 1928 года становится профессиональным журналистом.
В 1931 году выходит книга «Покорение „Сибири“». В 1939 году в журнале «Октябрь» вышла первая повесть Б. Н. Полевого «Горячий цех», которая принесла ему литературную известность.
С 1940 года Полевой стал членом партии, в 1941 году переселился в Москву. С первых дней Великой Отечественной войны Полевой находился в действующей армии в качестве корреспондента «Пролетарской правды», с конца октября 1941 года — газеты «Правда», был на Калининском фронте.
В 1942 году в «Правде» опубликована статья о подвиге 83-летнего крестьянина Матвея Кузьмина, повторившего, по мнению писателя, подвиг Ивана Сусанина.
В 1945 году был прикреплён к Первому Украинскому фронту, среди прочего, одним из первых описал ужасы только что освобождённого Освенцима, в частности, представив 29 января 1945 года докладную записку начальнику политуправления Первого Украинского фронта.
15 апреля 1946 года на Нюрнбергском трибунале Полевой был свидетелем допроса Рудольфа Хёсса — коменданта Освенцима, о подробностях которого Полевой рассказал в статье «Дымы Освенцима» для Совинформбюро в тот же день.
Славу и Сталинскую премию ему принесла написанная за 19 дней «Повесть о настоящем человеке» (повесть в четырёх частях), посвящённая подвигу лётчика А. П. Маресьева. Только до 1954 года общий тираж её изданий составил 2,34 млн экземпляров. По повести поставлена одноимённая опера Сергея Прокофьева.
Военные впечатления легли в основу книг:
- «От Белгорода до Карпат» (1945)
- «Повесть о настоящем человеке» (1946)
- «Мы — советские люди» (1948)
- «Золото» (1949—1950)

Автор четырёх книг военных мемуаров «Эти четыре года». Менее известны материалы о его присутствии на Нюрнбергском процессе в качестве корреспондента газеты «Правда» — «В конце концов» (1969).
В 1955 году Полевой и несколько других советских литераторов посетили Нью-Йорк, где отрицали все слухи о казнях еврейских писателей. На вопрос Говарда Фаста, что случилось с его другом, писателем Львом Квитко (расстрелян в 1952 году), Полевой ответил, что он в добром здравии и проживает в том же доме, что и сам Полевой.
Выступил на общемосковском собрании писателей 31 октября 1958 года, осудившем Б. Л. Пастернака:

Холодная война тоже знает своих предателей, и Пастернак, по существу, на мой взгляд, это литературный Власов, это человек, который, живя с нами, питаясь нашим советским хлебом, получая на жизнь в наших советских издательствах, пользуясь всеми благами советского гражданина, изменил нам, перешёл в тот лагерь и воюет в том лагере. Генерала Власова советский суд расстрелял, и весь народ одобрил это дело, потому что, как тут правильно говорилось,— худую траву из поля вон. Я думаю, что изменника в холодной войне тоже должна постигнуть соответствующая и самая большая из всех возможных кар. Мы должны от имени советской общественности сказать ему: «Вон из нашей страны, господин Пастернак. Мы не хотим дышать с вами одним воздухом».
С 1969 года до своей смерти в 1981 году занимал пост председателя Правления Советского фонда мира. В 1961—1981 годах — главный редактор журнала «Юность». Член бюро ВСМ и Президиума Советского комитета защиты мира. С 1967 года был секретарём правления Союза писателей СССР, с 1952 года — вице-президентом Европейского общества культуры. Депутат Верховного Совета РСФСР (1946—1958).
В 1965 году, как секретарь правления Союза писателей фактически отказался организовать «осуждение» Фриды Вигдоровой за защиту Иосифа Бродского, сказав: «Защищать её я не буду, но и топить не буду».
В 1973 году подписал письмо группы советских писателей о Солженицыне и Сахарове, осуждающее писателя и академика.

Могила Полевого на Новодевичьем кладбище Москвы

Умер 12 июля 1981 года. Похоронен в Москве на Новодевичьем кладбище (участок № 9).

### Семья
- Отец — Николай Петрович Кампов (1877, Кострома — 6 февраля 1915, Шуя), сын преподавателя Костромского духовного училища Петра Николаевича Кампова. В возрасте двух лет осиротел, воспитывался в Шуе у своего деда, протоиерея М. В. Миловского. Окончил Шуйское духовное училище (1891), Владимирскую семинарию (1898), юридический факультет Юрьевского университета, стал юристом. Пять лет работал в Москве секретарём Окружного суда. Затем три года был городским судьёй в Ржеве, а с 1911 года — городским судьёй в Твери. Умер от туберкулёза[17][18].
- Мать — Лидия Васильевна Кампова (урожд. Митюшина, 1884—1960) окончила Московские высшие женские медицинские курсы, работала врачом в Твери-Калинине. Умерла в Москве.

## Личная жизнь
В личной жизни писателя тоже все складывалось успешно. Он женился по любви, его избранница Юлия преподавала русский язык и литературу. В этом браке родилось трое детей — Андрей, Елена, Алексей. Андрей трудился на оборонную промышленность, поэтому был человеком «засекреченным». Елена стала врачом, защитила докторскую диссертацию, профессор, специалист по раку молочной железы, работает в НИМЦ онкологии им. Н. Н. Блохина. Младший из сыновей Полевого, Алексей Кампов — профессор в университете Северной Каролины, занимается психиатрией и наркологией.

## Память
- Именем писателя назван теплоход. 16 марта 1978 года «за создание произведений, правдиво отображающих героические и трудовые подвиги калининцев в годы Великой Отечественной войны и мирного труда, большой вклад в развитие города и в связи с 70-летием со дня рождения» Б. Н. Полевому было присвоено звание «Почётный гражданин города Калинина».
- В 1983 году его именем названа улица в Твери, а 16 декабря 2006 года на доме, где жил писатель, была установлена мемориальная доска.
- В 1978 году его именем названа улица в Дивногорске по правую сторону улицы имени А. Е. Бочкина, друга юности Бориса Полевого.
- Писатель М. И. Веллер в эссе «Кухня и кулуары» (1990) главу «Повесть о настоящем человеке» посвятил разбору одноимённого романа Б. Н. Полевого.
- По словам М. Н. Задорнова в новогоднем концерте 2013 г, Борис Полевой, будучи редактором журнала «Юность», поддерживал его литературные начинания и старался продвинуть публикацию его сатирического рассказа «Что хочут, то и делают!».

## Награды и премии
- Герой Социалистического Труда (27.09.1974)
- 3 ордена Ленина (04.05.1962; 28.10.1967; 27.09.1974)
- орден Октябрьской Революции (02.07.1971)
- 2 ордена Красного Знамени (04.12.1944; 16.06.1945)
- 2 ордена Отечественной войны 1-й степени (21.10.1943; 23.09.1945)
- орден Трудового Красного Знамени (15.03.1958)
- орден Дружбы народов (16.03.1978)
- орден Красной Звезды (27.04.1942)
- медали
- иностранные награды
- Сталинская премия второй степени (1947) — за «Повесть о настоящем человеке» (1946)
- Сталинская премия второй степени (1949) — за сборник очерков и рассказов «Мы — советские люди» (1948)[20]
- Золотая Медаль Мира (1959)[21] — за сборники очерков «Американские дневники»
- Золотая медаль Мира (1968)

## Автор сценария
- 1969 — Золото (совместно с Дамиром Вятич-Бережных)

## Экранизации
- 1948 — Повесть о настоящем человеке
- 1964 — Я — «Берёза»
- 1966 — На диком бреге
- 1967 — Доктор Вера
- 1969 — Золото